# 黑磯站
黑磯車站（日语：／ Kuroiso eki */?）是位於日本栃木縣那須鹽原市，屬於東日本旅客鐵道（JR東日本）的鐵路車站。

## 概要
東北本線車站的普通列車運轉系統於本站分為兩部份。本站以南稱為「宇都宮線」，離峰時段一小時1至2班、尖峰時段一小時3至5班列車，所有班次開往宇都宮車站。本站以北班次較少，一小時僅一班車，除末班車以外，其他班次開往新白河站。
自上野東京線於2015年3月14日通車後，部分南行的列車大幅延長至小田原、熱海等地。星期六及日早上6時52分曾更有普通列車由本站開出，以267.9公里以外的熱海站為終點站。來往熱海及黑磯的車次是上野東京線行駛距離最長的班次，行車時間約4小時50分鐘，貫穿靜岡、神奈川、東京、埼玉、茨城(古河站位於茨城縣古河市)及栃木一都五縣。但自從2022年3月12日本站至宇都宮車站實施一人運轉後，該直通班次已取消。

## 構造
本站為側式月台1面1線、島式月台2面4線共3面5線的地面車站。站房側的1號月台是側式月台。其上的高架路線是東北新幹線，但並未在本站設置新幹線月台。
日本皇族的那須御用邸位於此站附近，御召列車會在本站到開，因此站内設有皇室專用出入口與候車室。在1989年昭和天皇逝世後，皇族大多已改搭東北新幹線列車於鄰近的那須鹽原車站上下車。
本站配置站務人員，驗票閘門可感應Suica，但使用Suica僅可搭乘南向列車，北向列車不可使用Suica搭乘。站內設有綠色窗口、自動售票機、指定席售票機、NEWDAYS便利商店、立食蕎麥麵店、候車室、投幣式置物櫃、旅遊中心等。

### 月台配置
| 月台 | 路線                  | 目的地                                                 |
| ---- | --------------------- | ------------------------------------------------------ |
| 1－3 | ■宇都宮線（東北本線） | 宇都宮、大宮、東京、橫濱、大船方向 （包括■上野東京線） |
| 4、5 | ■東北本線             | 郡山、福島、仙台方向                                   |

（來源：JR東日本:車站構內圖 （页面存档备份，存于））

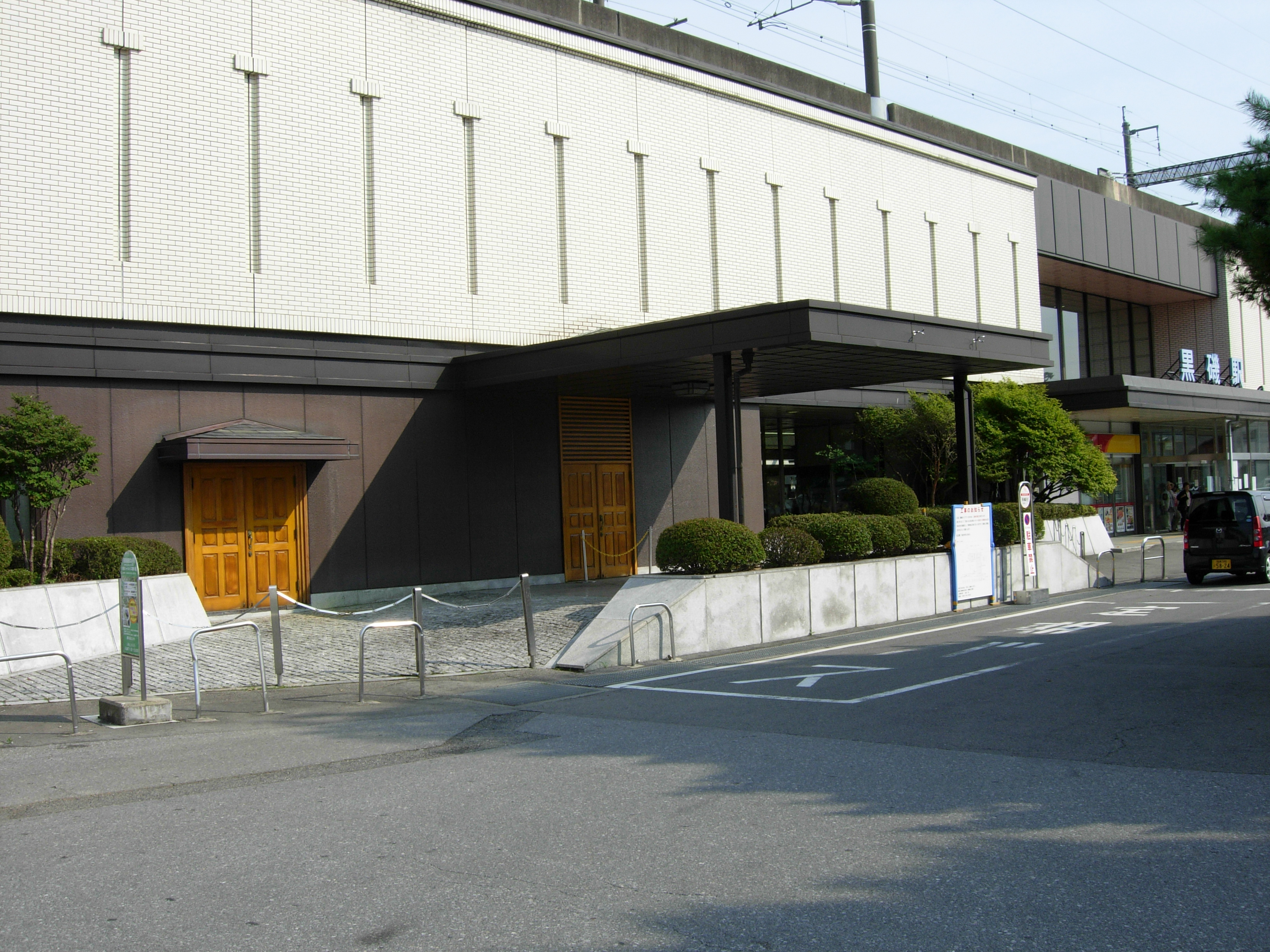
皇室專用出入口(2010年7月)
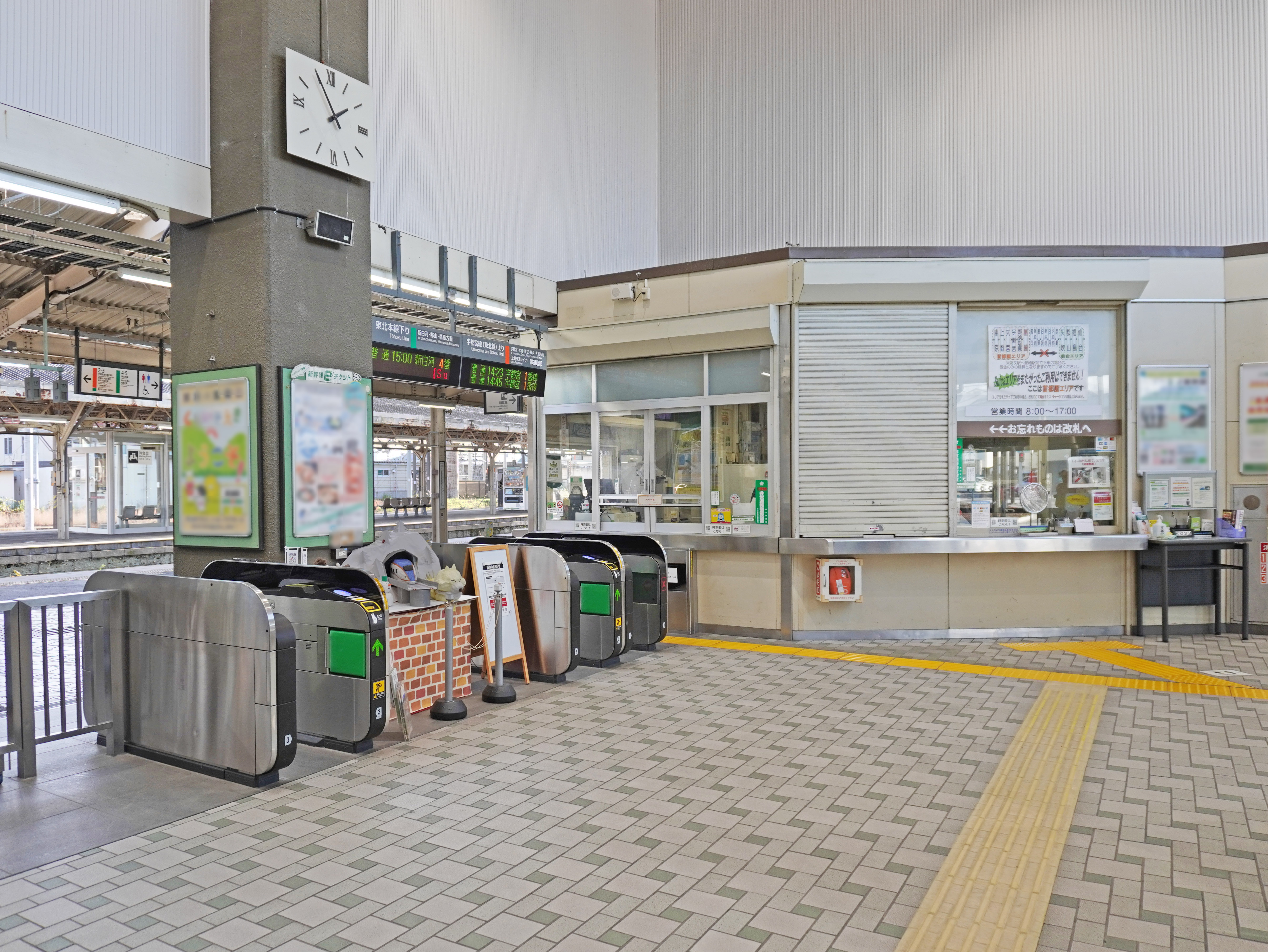
驗票閘口(2022年12月)
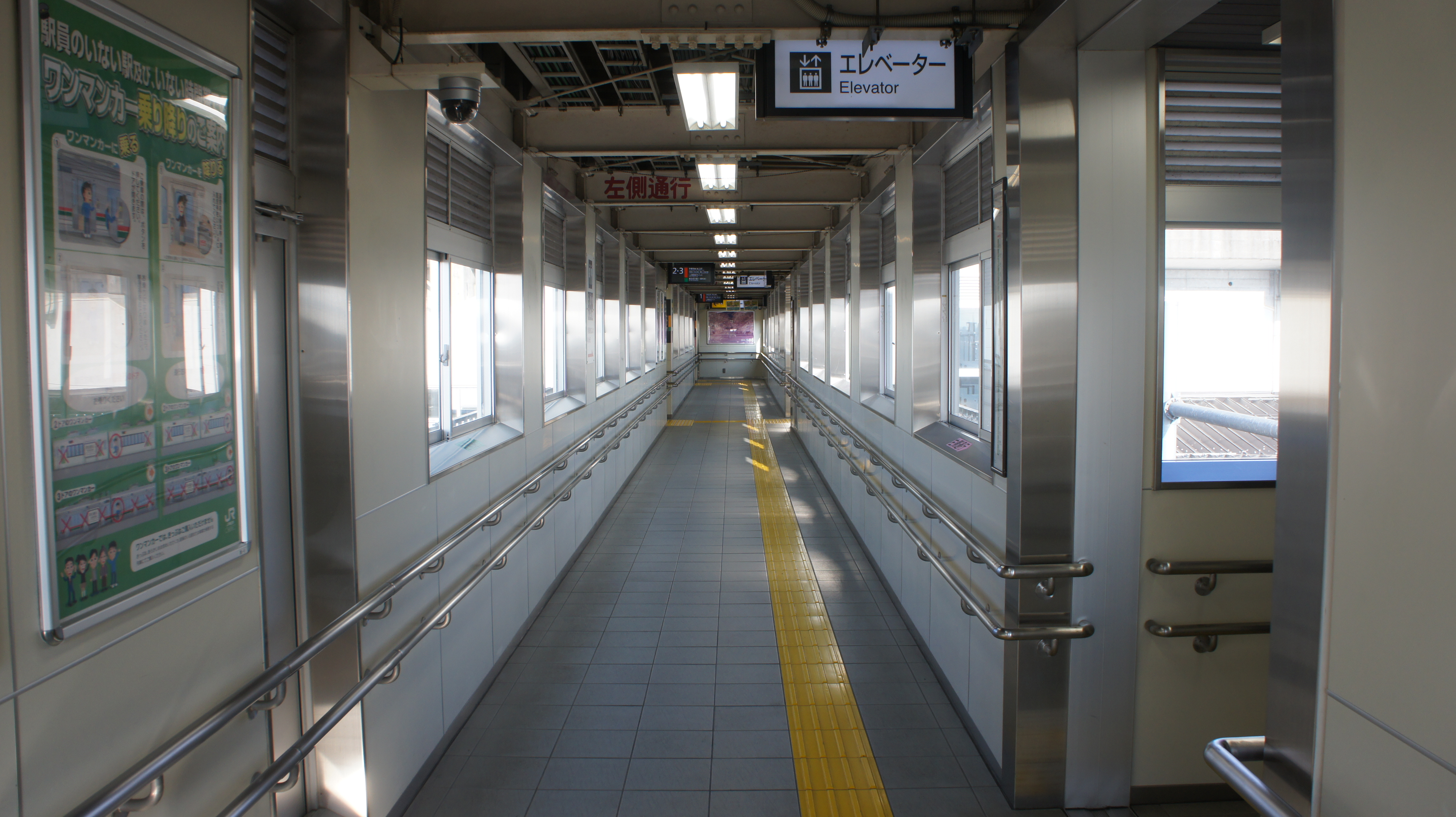
跨線天橋(2019年3月)
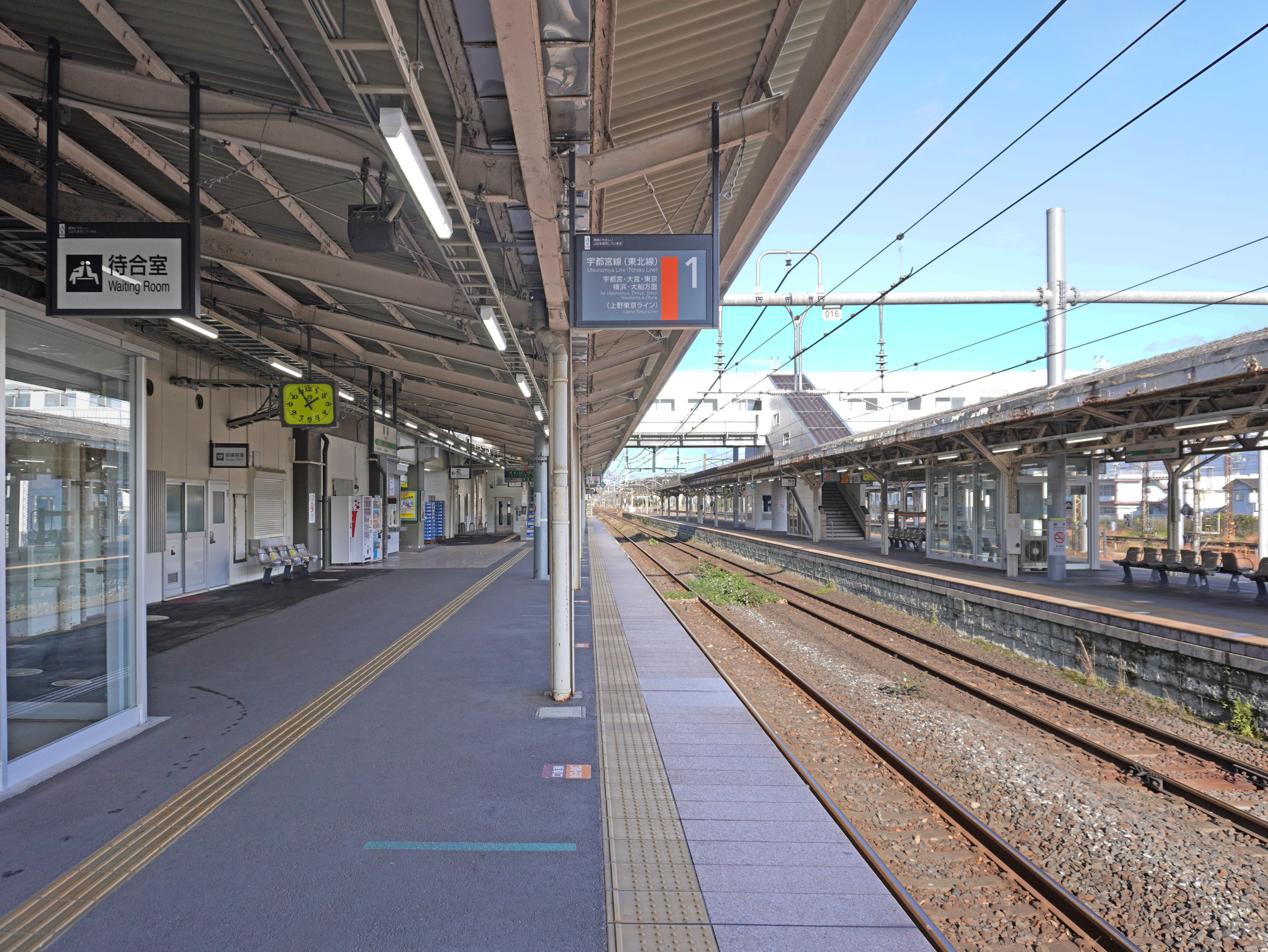
1號月台(2022年12月)
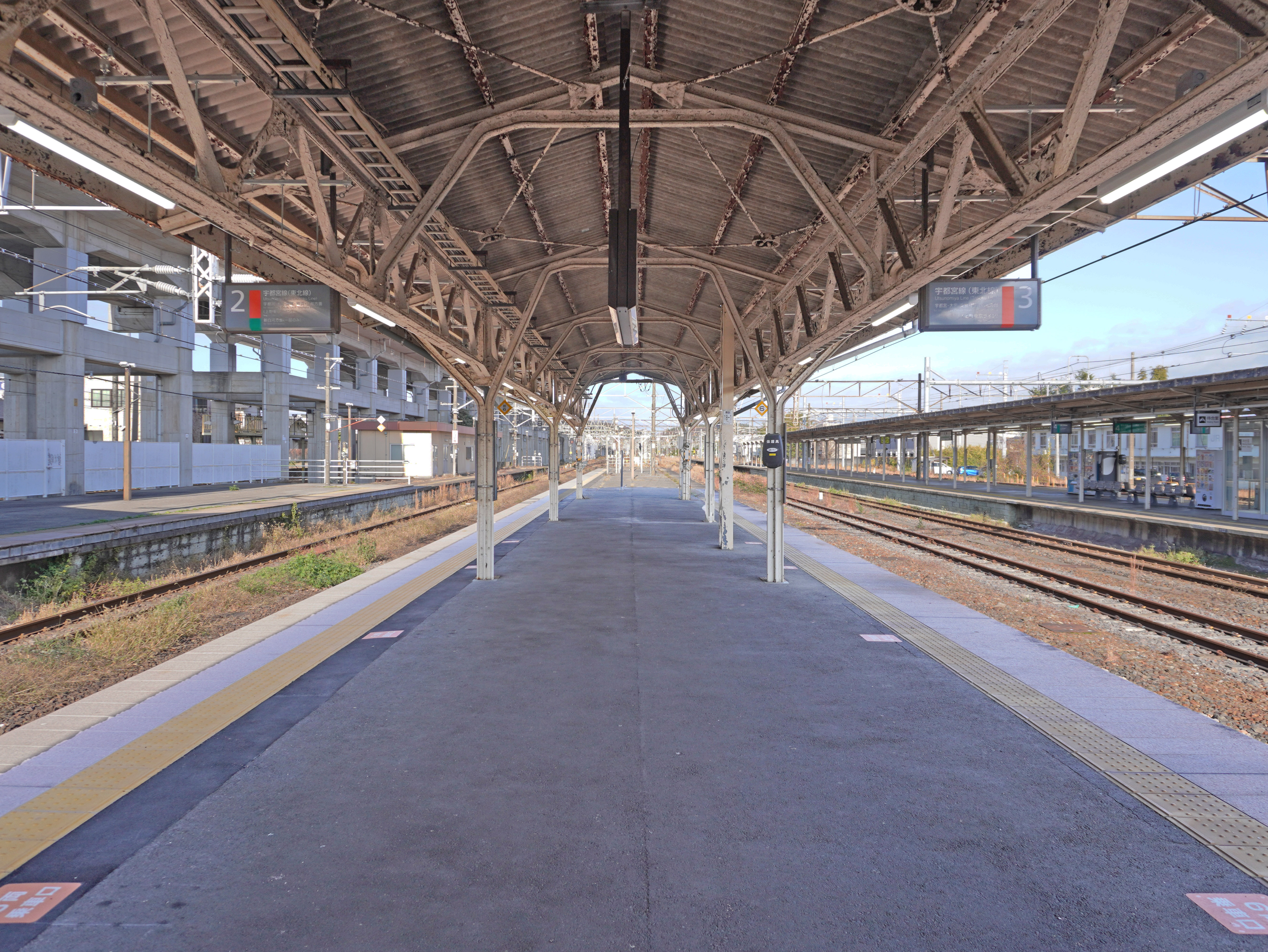
2號與3號月台(2022年12月)
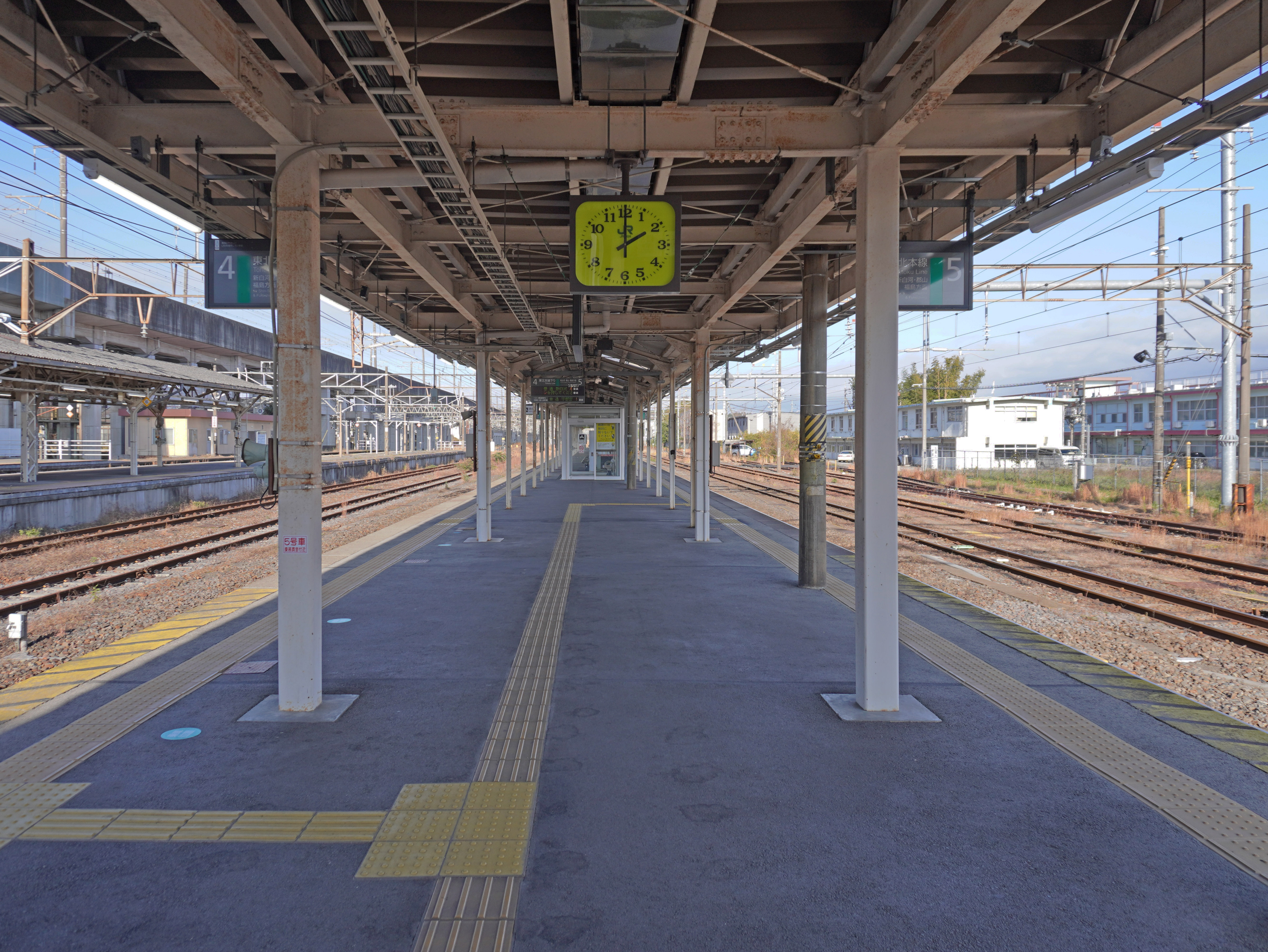
4號與5號月台(2022年12月)
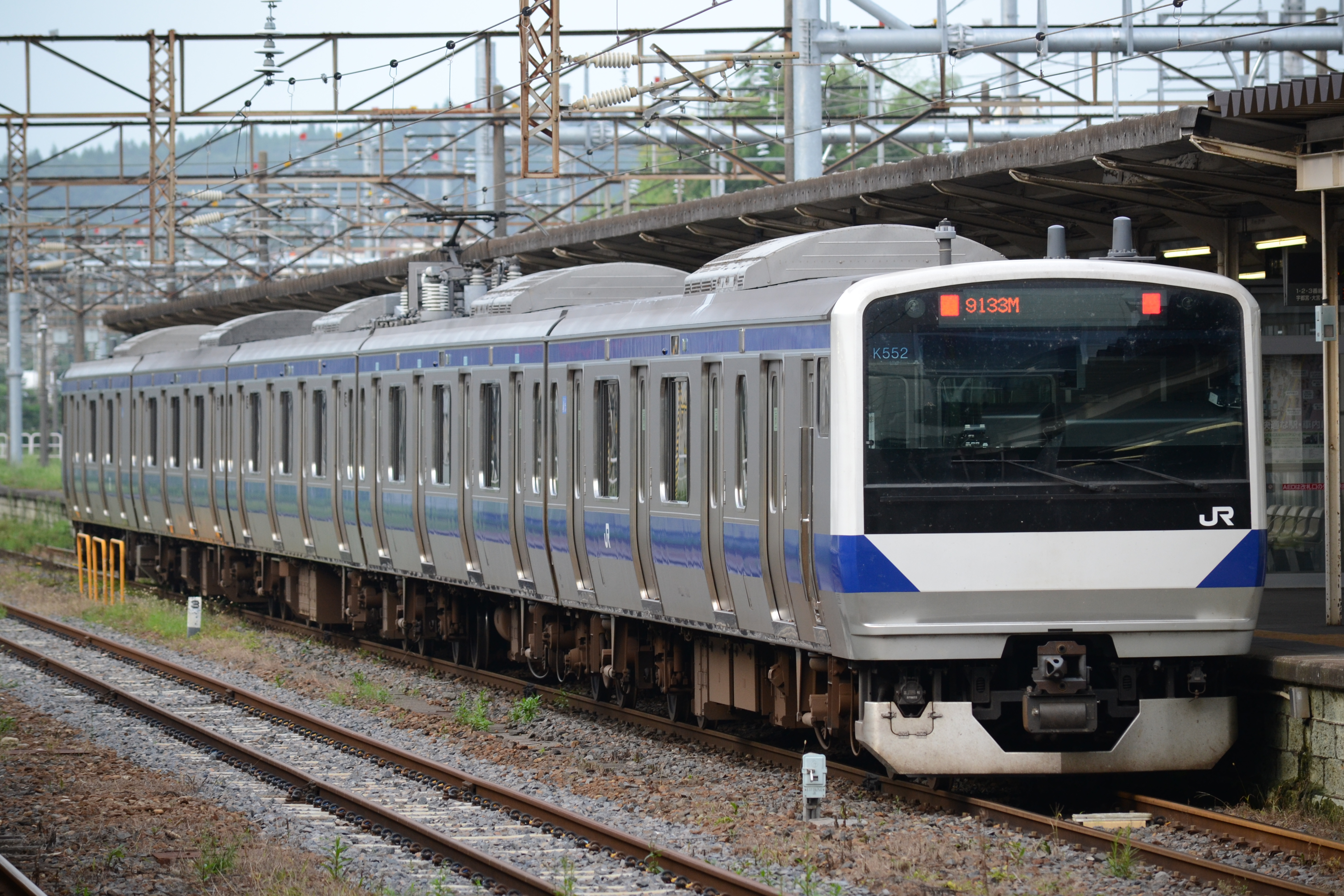
黑磯至新白河間運行的E531系交直流電車（時刻表改正前的2017年8月）

### 交直接續車站
此站電氣化後，可同時供直流專用及交流專用雙方的機關車駛入進行車輛交換，由1959年（昭和34年）起至2017年（平成29年）為止此站以地面切換方式設立交直接續設備。
東北本線於本站以南使用直流1500V供電、以北則使用交流20000V 50Hz供電，在2018年1月3日完成中性區間北移之前，曾是日本唯一設地上交直交換設備的車站。
1970年代時期由上野往福島、仙台方向的普通、急行列車，於本站停車時由EF58型等直流區段專用電力機車換成ED75型等交流區段專用電力機車。另外還有東北新幹線開業前運行的直流、交流兩用電車特急「雲雀號」與電車急行「松島號」，於本站停車作電源回路切換。近年、快速「Fairway」（フェアーウェイ，郡山方向延長運時）與臨時特急「會津號」亦於本站停車時作電源切換。
交流直流兩用電氣化列車當中有些配備電源自動切換装置，可以在無需停車的情況下通過本站。如曾以EF81型及2010年之後改用EF510型牽引的「北斗星」、「仙后座」於本站通過。通過列車下行使用1號線、上行使用5號線線路行走。
由於以直流電力機車牽引的貨物列車須於本站進行機車更換，故站內停了不少供直流區段或交流區段使用的電力機車。最近亦有不少交直兩用機EH500型通過。由於交直切換在日本只會在本站實行，所以該站也成為鐵道迷（特別是貨物列車愛好者）看車或攝影的好去處。
然而，此舉不但令地面的電力設備之設計變得過於複雜，亦增加了員工在工作時遇上意外的風險，例如在2008年就曾經發生一宗因鐵路工程人員不慎接觸交直流電切換設備而觸電致死的工業意外，因此JR東日本決定將此站的交直流電切換設備移至車站以外的地方以避免再發生同類意外。有關工程於2013年（平成25年）動工，並於2018年（平成30年）元旦日完工。伴隨而來的是透過設立中性區，讓交直流電車及機關車以車上切換方式，將電源切換至適當的模式。
因應交流電專用車輛不能再進入此站的緣故，須進行機關車交換的貨物列車班次早已於2012年（平成24年）終止ED75型交流電氣機關車的定期運用，並在2016年（平成28年）3月26日全面取消直流電氣機關車停靠該站之安排，現時通過該站的貨物列車全數由交直兩用的EH500型牽引。
至於旅客列車方面，在2017年（平成29年）10月14日實施時刻表改正後，黑磯站以北運行的交流專用電車的運行止於新白河站，黑磯站至新白河站間運行的車輛由E531系交直流電車與Kiha 110系柴油動車組取代。黑磯站至新白河站間現時只容許交直流電車及柴油動車組進入，雖然這類列車理論上亦可駛入至黑磯站以南的宇都宮線路段，但至今不論是交直流電車和柴油動車組，都未曾駛入相關路段。自2020年3月14日時刻表改正後，黑磯站至新白河站間（一部分止於白河站）的班次統一由E531系停靠此站，Kiha 110系柴油動車組已不再停靠此站。

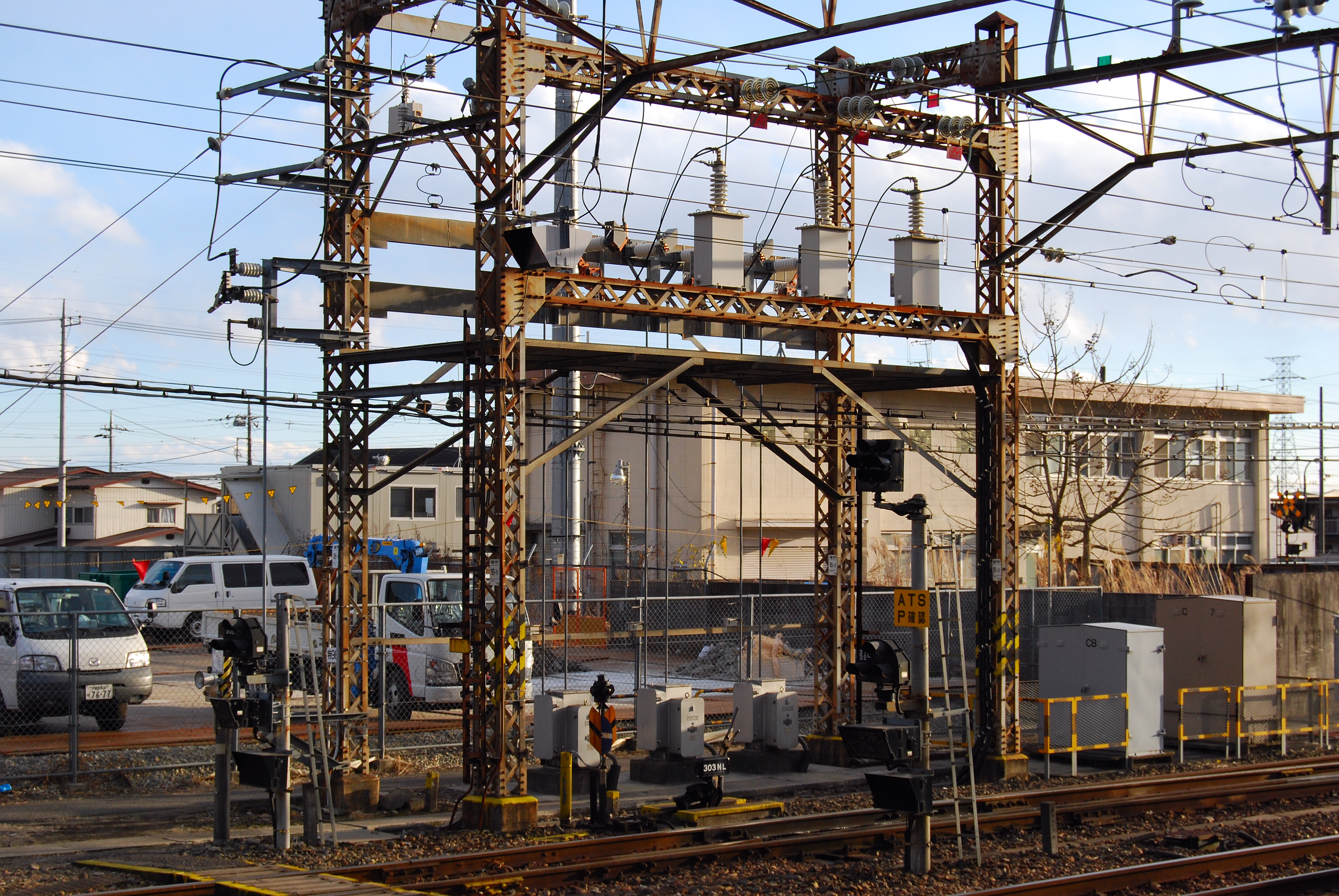
東京方向的交直切換斷路器。
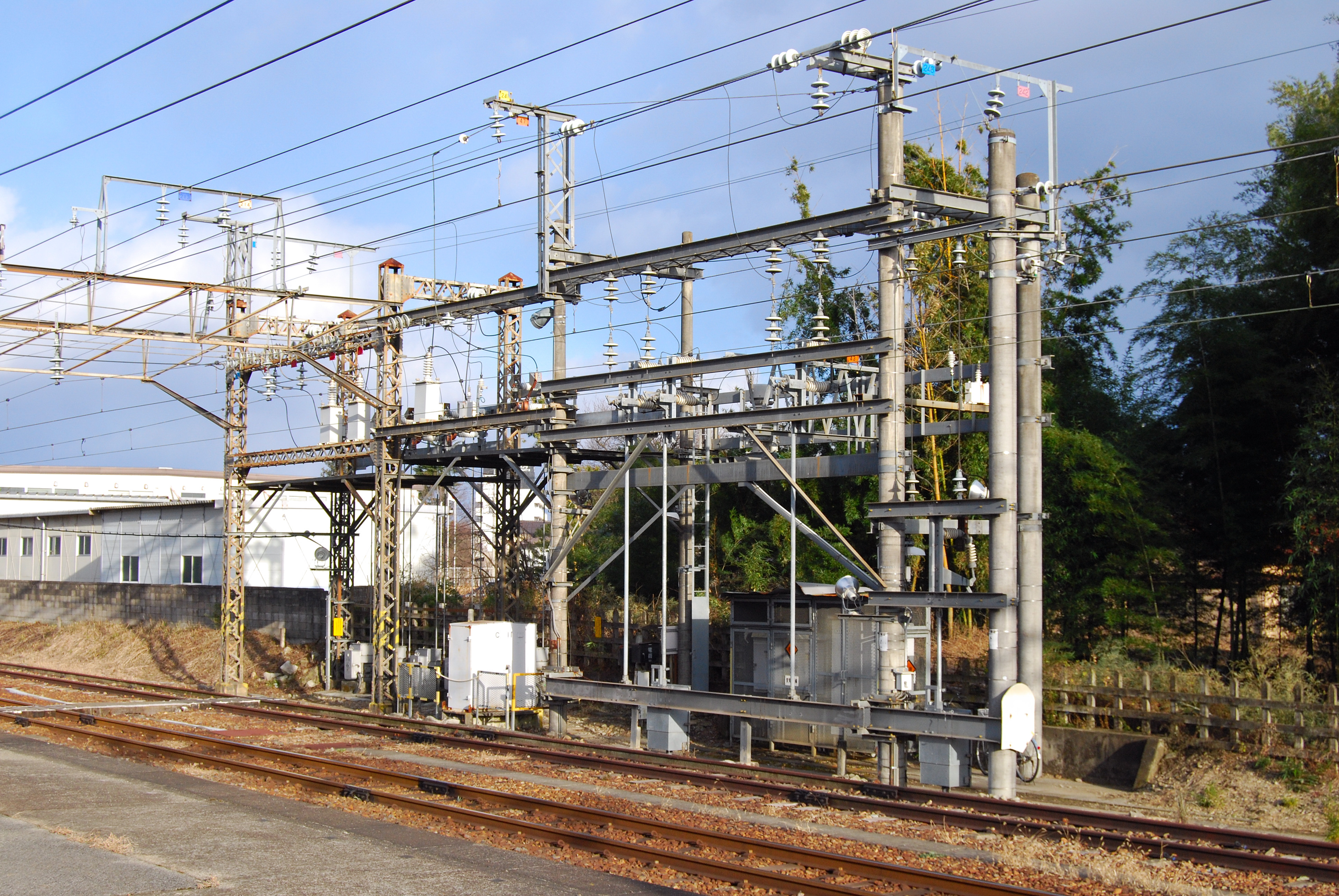
盛岡方向的交直切換斷路器。
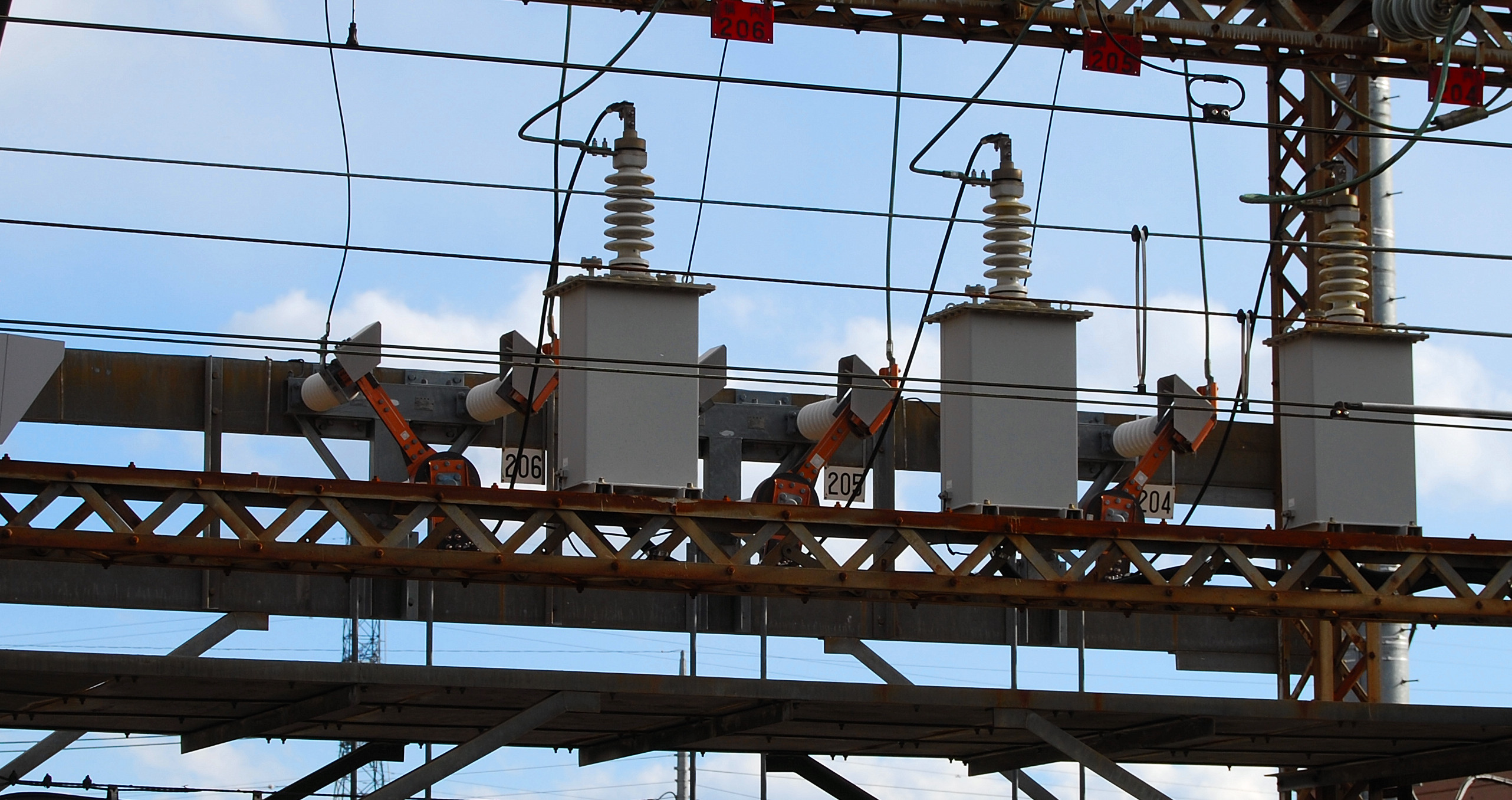
交直切換斷路器放大照片，切換斷路器之上2條配線分別由直流、交流的電源配線。
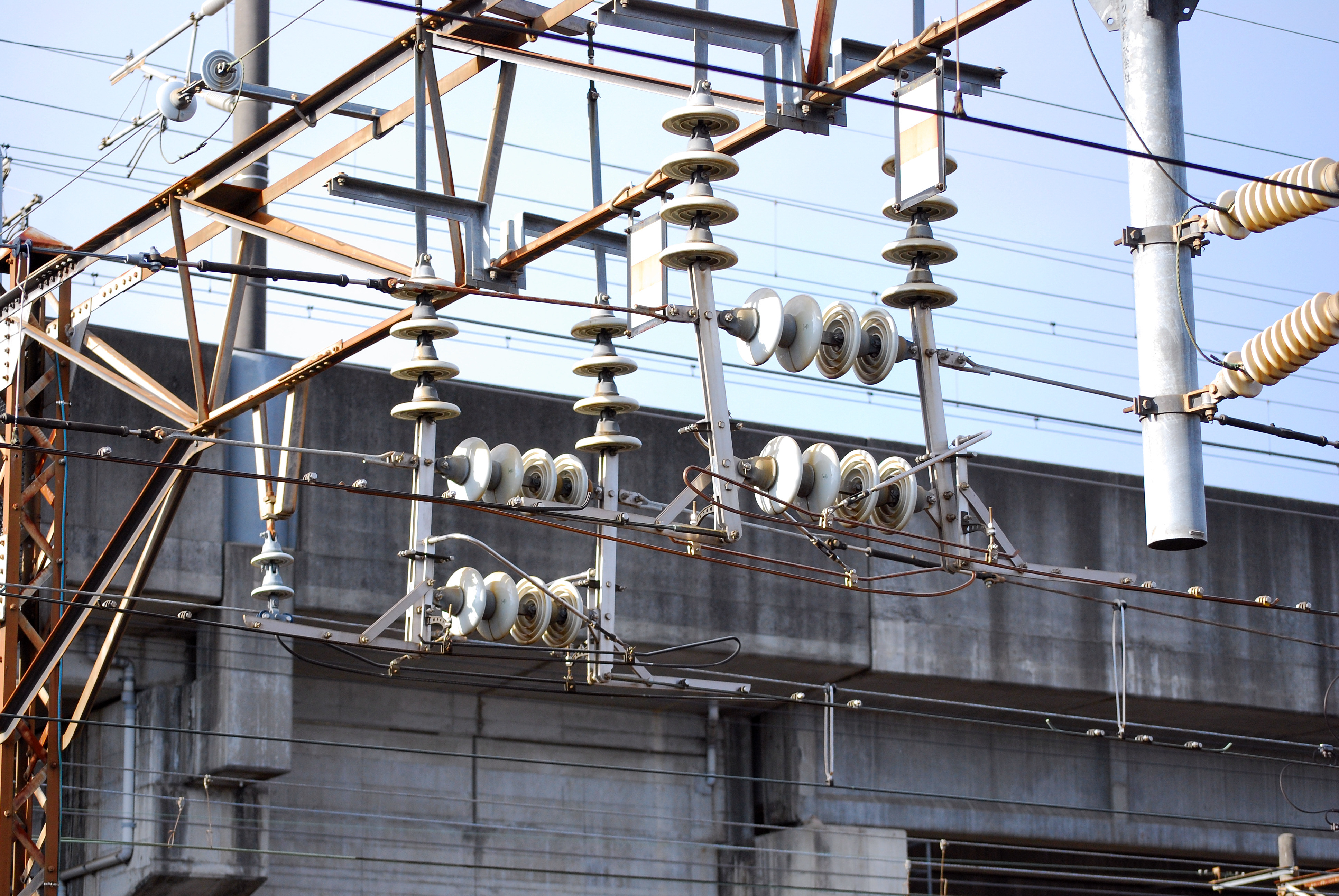
車站構內的架線為了分開電力相區段，上面以白底紅線標識電車線區分標。
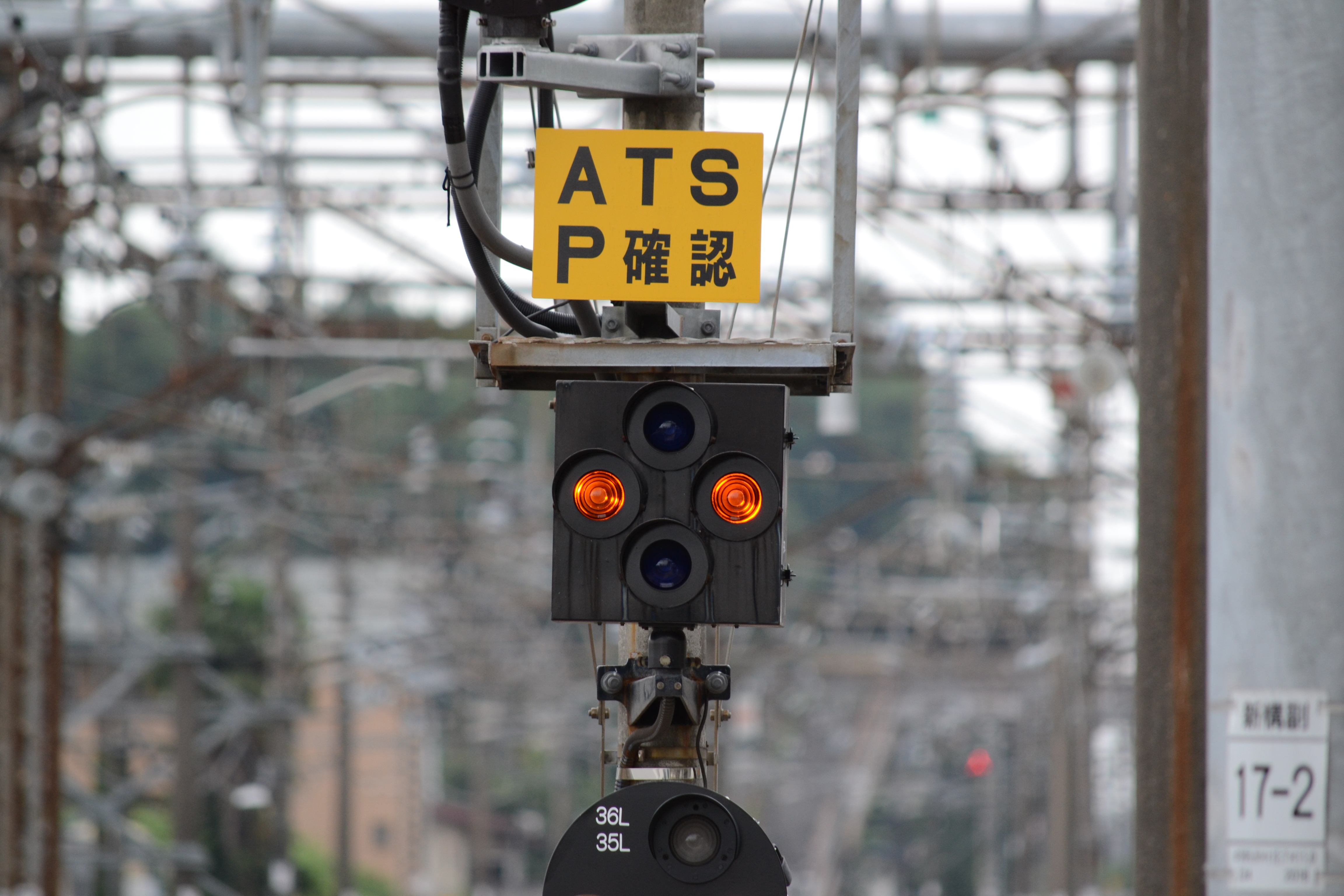
車站構內的高架電纜電源識別標識，紅色橫二燈顯示交流通電中。
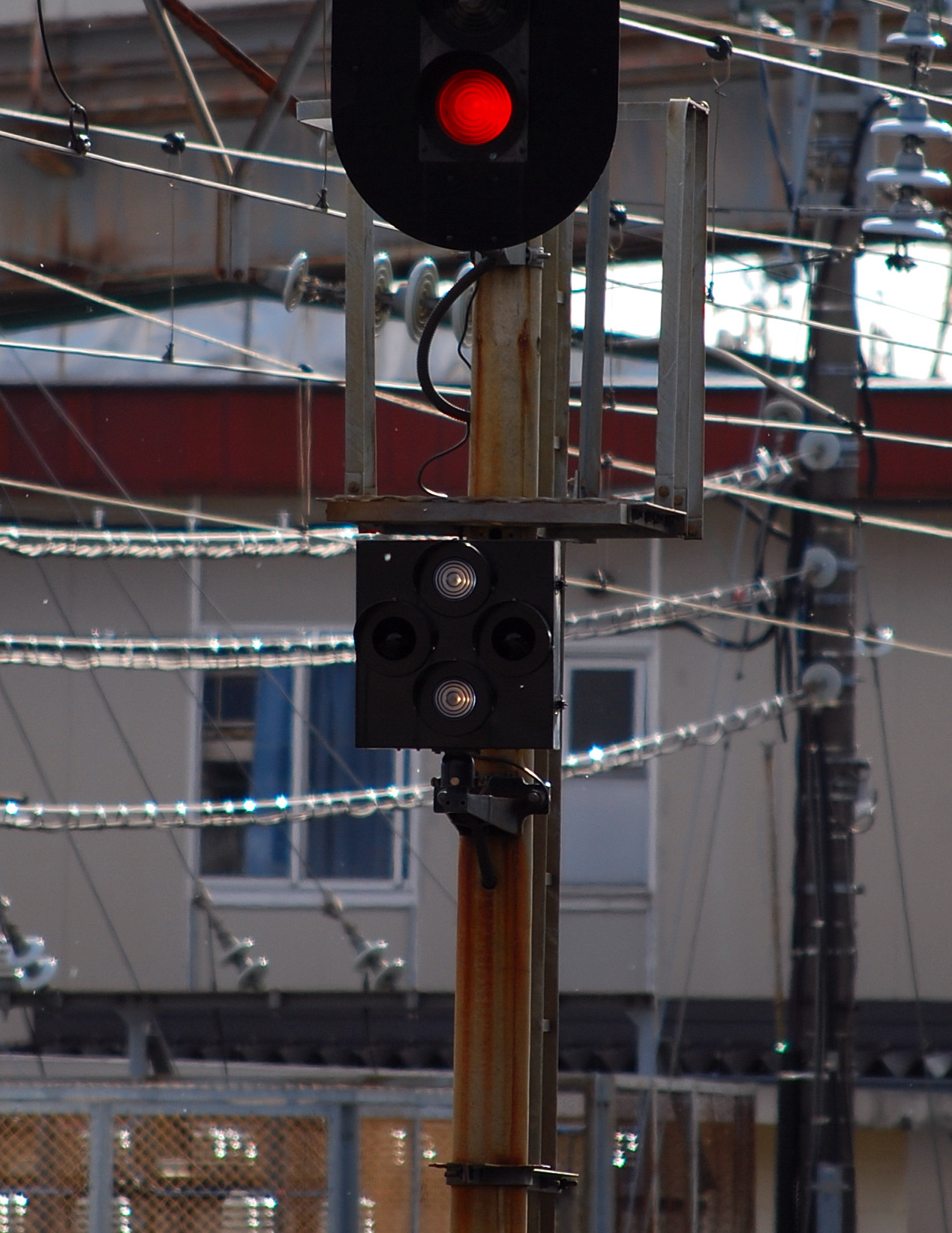
車站構內的高架電纜電源識別標識，白色縱二燈顯示直流通電中。
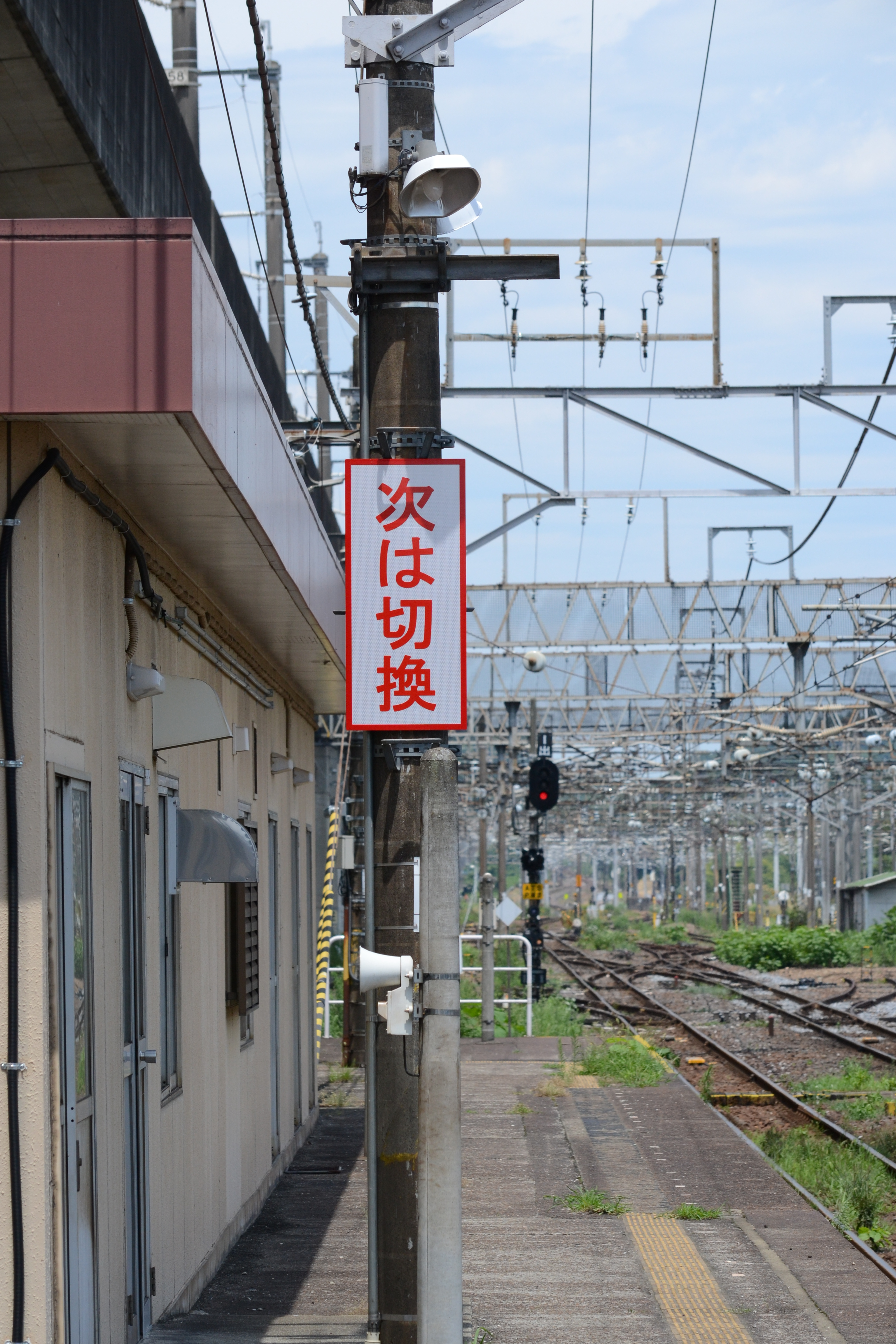
構內完全直流化後盛岡方向設置了中性區，下行線月台設置了切換標識。

## 使用情況
根據JR東日本，2019年（令和元年）度1日平均上車人次為2,316人。
近年推移如下表。
| 上車人次推移       | 上車人次推移     | 上車人次推移    |
| 年度               | 1日平均 上車人次 | 來源            |
| ------------------ | ---------------- | --------------- |
| 2000年（平成12年） | 3,080            | [ 利用客数 2 ]  |
| 2001年（平成13年） | 2,938            | [ 利用客数 3 ]  |
| 2002年（平成14年） | 2,705            | [ 利用客数 4 ]  |
| 2003年（平成15年） | 2,616            | [ 利用客数 5 ]  |
| 2004年（平成16年） | 2,539            | [ 利用客数 6 ]  |
| 2005年（平成17年） | 2,501            | [ 利用客数 7 ]  |
| 2006年（平成18年） | 2,497            | [ 利用客数 8 ]  |
| 2007年（平成19年） | 2,513            | [ 利用客数 9 ]  |
| 2008年（平成20年） | 2,499            | [ 利用客数 10 ] |
| 2009年（平成21年） | 2,399            | [ 利用客数 11 ] |
| 2010年（平成22年） | 2,360            | [ 利用客数 12 ] |
| 2011年（平成23年） | 2,364            | [ 利用客数 13 ] |
| 2012年（平成24年） | 2,397            | [ 利用客数 14 ] |
| 2013年（平成25年） | 2,419            | [ 利用客数 15 ] |
| 2014年（平成26年） | 2,294            | [ 利用客数 16 ] |
| 2015年（平成27年） | 2,271            | [ 利用客数 17 ] |
| 2016年（平成28年） | 2,278            | [ 利用客数 18 ] |
| 2017年（平成29年） | 2,378            | [ 利用客数 19 ] |
| 2018年（平成30年） | 2,337            | [ 利用客数 20 ] |
| 2019年（令和元年） | 2,316            | [ 利用客数 21 ] |

## 周邊
- 國道4號
- 那須鹽原市公所
- 黑磯中央町郵局
- 黑磯公園
- 黑磯郷土館
- 東野交通黑磯站前旅遊中心
- 那須御用邸

## 歷史
- 1886年（明治19年）12月1日 - 日本鐵道車站開業。
- 1909年（明治42年）10月12日 - 線路名稱制定為東北本線。
- 1949年（昭和24年）6月1日 - 日本國有鐵道車站。
- 1959年（昭和34年） 
  - 5月22日 - 寶積寺站～本站間直流電化。
  - 7月1日 - 本站～白河站間交流電化，站內同時設置交直流電接續設備。
- 1987年（昭和62年）4月1日 - 日本國鐵分割民營化後，成為東日本旅客鐵道車站。
- 1993年（平成5年）12月1日 - 時刻表改點，因應東北新幹線的通車，特急「會津號」（あいづ）、急行「八甲田」以及大部分優等列車不再停靠本站。
- 2004年（平成16年）10月16日 - Suica可於本站使用。
- 2018年（平成30年）1月3日 - 完成中性區間北移工程，站內的架空電車線不再同時並存交流電與直流電。

## 相鄰車站
東日本旅客鐵道
■宇都宮線（東北本線 東京方向）
■通勤快速、■快速「Rabbit」、■普通
那須鹽原－黑磯
■東北本線（盛岡方向）
黑磯－高久

### 使用情況
1. ↑  . 東日本旅客鉄道.   [2019-07-06]. （原始内容存档于2020-05-14）.
2. ↑  . 東日本旅客鉄道.   [2019-02-13]. （原始内容存档于2019-03-28）.
3. ↑  . 東日本旅客鉄道.   [2019-02-13]. （原始内容存档于2019-03-28）.
4. ↑  . 東日本旅客鉄道.   [2019-02-13]. （原始内容存档于2019-03-28）.
5. ↑  . 東日本旅客鉄道.   [2019-02-13]. （原始内容存档于2019-03-28）.
6. ↑  . 東日本旅客鉄道.   [2019-02-13]. （原始内容存档于2019-03-28）.
7. ↑  . 東日本旅客鉄道.   [2019-02-13]. （原始内容存档于2019-03-28）.
8. ↑  . 東日本旅客鉄道.   [2019-02-13]. （原始内容存档于2019-03-28）.
9. ↑  . 東日本旅客鉄道.   [2019-02-13]. （原始内容存档于2019-03-28）.
10. ↑  . 東日本旅客鉄道.   [2019-02-13]. （原始内容存档于2019-03-28）.
11. ↑  . 東日本旅客鉄道.   [2019-02-13]. （原始内容存档于2019-03-28）.
12. ↑  . 東日本旅客鉄道.   [2019-02-13]. （原始内容存档于2019-03-28）.
13. ↑  . 東日本旅客鉄道.   [2019-02-13]. （原始内容存档于2019-03-28）.
14. ↑  . 東日本旅客鉄道.   [2019-02-13]. （原始内容存档于2019-03-22）.
15. ↑  . 東日本旅客鉄道.   [2019-02-13]. （原始内容存档于2016-03-04）.
16. ↑  . 東日本旅客鉄道.   [2019-02-13]. （原始内容存档于2019-03-22）.
17. ↑  . 東日本旅客鉄道.   [2019-02-13]. （原始内容存档于2019-03-22）.
18. ↑  . 東日本旅客鉄道.   [2019-02-13]. （原始内容存档于2019-03-22）.
19. ↑  . 東日本旅客鉄道.   [2019-02-13]. （原始内容存档于2019-03-22）.
20. ↑  . 東日本旅客鉄道.   [2019-07-06]. （原始内容存档于2020-05-14）.
21. ↑  . 東日本旅客鉄道.   [2020-07-10]. （原始内容存档于2020-07-10）.

## 外部連結
- 車站資訊（黑磯）：東日本旅客鐵道（日語）

36°58′11.97″N 140°3′34.31″E / 36.9699917°N 140.0595306°E